# Apeadeiro de Dagorda-Peniche
O apeadeiro de Dagorda-Peniche, originalmente denominado apenas de Dagorda, (com grafia divergente daquela usada para o topónimo da [[A-da-Gorda|localidade nominal) é uma interface da Linha do Oeste situado na localidade de A-da-Gorda, no município de Óbidos, em Portugal.

## Descrição

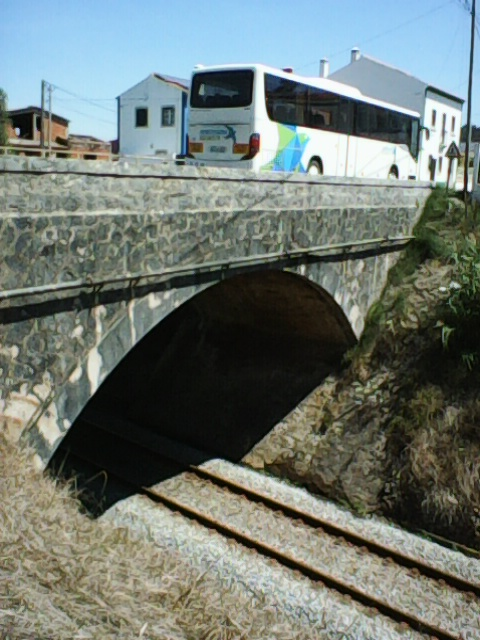
Autocarro RdO na paragem que serve o apeadeiro, situada na ponte contígua, em 2020.

### Localização e acessos
Este apeadeiro tem acesso à EN114, que é a rua principal de A-da-Gorda, situando-se no interior do respetivo aglomerado urbano. Nas suas imediações existem duas passagens superiores sobre a via férrea: Uma imediatamente a norte da plataforma (ao PK 97+125), levando a EN114, e outra a sul do apeadeiro (ao PK 96+265), construída já no séc. XXI para levar o IP6.
Em termos de transporte rodoviário coletivo de passageiros, este apeadeiro é servido pelas carreiras interurbanas da Rodoviária do Oeste do eixo Óbidos-Peniche, bem como pela rede local Obi.
A localidade nominal secundária, Peniche, situa-se a cerca de vinte quilómetros para poente.

### Caraterização física
A plataforma, com o abrigo respetivo, tem 70 m de comprimento e 75 cm de altura, e situa-se do lado poente da via (lado esquerdo do sentido ascendente, para a Figueira da Foz).

### Serviços
Em dados de 2023, esta interface é servida por comboios de passageiros da C.P. de tipo regional, tipicamente com oito circulações diárias em cada sentido entre Lisboa - Santa Apolónia e Caldas da Rainha ou Coimbra-B.

## História

### Século XIX

#### Inauguração
Este apeadeiro situa-se no troço entre as estações de Torres Vedras e Leiria, que abriu à exploração em 1 de Agosto de 1887, pela Companhia Real dos Caminhos de Ferro Portugueses.

### Século XX

#### Ligação a Peniche e à Linha do Norte
Devido à evolução da rede ferroviária portuguesa, verificou-se que as ligações entre as Linhas do Oeste e do Norte ficaram muito deficitárias, sendo possíveis apenas em Alfarelos e por Lisboa. Desta forma, desde cedo que se procurou construir uma ligação transversal entre as duas linhas, com origem na zona de Santarém e término em Peniche, servindo obrigatoriamente Rio Maior. Por outro lado, esta linha viria aliviar os problemas de comunicações que esta região sofria, não obstante a sua riqueza agrícola e mineral, e o importante centro piscatório em Peniche. O primeiro caminho de ferro a ser estudado com este propósito foi uma linha de via estreita entre Santana e Caldas da Rainha, tendo este projecto voltado a ser estudado vários anos depois, em 1905, por uma comissão encarregada de delinear a rede ferroviária do Centro; assim, neste plano, aprovado por um decreto de 19 de Agosto de 1907, estava incluída a Linha de Peniche, do Setil a Peniche, passando, entre outras localidades, por Óbidos, Amoreira e Atouguia da Baleia. No entanto, apesar de várias vantagens oferecidas pela lei, a linha não chegou a ser construída, tendo um concurso realizado em 11 de Novembro de 1920 ficado vazio; assim, a Lei n.º 1550, de 27 de Fevereiro de 1924, autorizou as autarquias de Alenquer, Cadaval, Bombarral, Lourinhã, Peniche e Vila Franca de Xira a construir um caminho de ferro de via estreita ou larga, que não teve resultado.
|  |  |  |  |  |  |  |  | FF |

|  |  |  |  |  |  |  |  |  |  |  |  |

|  |  |  |  |  |  |  |  |  |  |  |  |

|  |  |  |  |  |  |  |  |  |  |  |  |

|  |  |  |  |  |  |  |  |  |  |  | Ss |

|  |  |  |  |  |  |  |  |  |  |  |  |

|  |  |  |  |  |  |  |  |  |  |  |  |

|  |  |  |  |  |  |  |  |  |  |  |  |

|  |  |  |  |  |  |  | Lx |

| existentes |
| planeadas  |

|  |  |  |  |  |  |  |  | FF |

|  |  |  |  |  |  |  |  |  |  |  |  |

|  |  |  |  |  |  |  |  |  |  |  |  |

|  |  |  |  |  |  |  |  |  |  |  |  |

|  |  |  |  |  |  |  |  |  |  |  | Ss |

|  |  |  |  |  |  |  |  |  |  |  |  |

|  |  |  |  |  |  |  |  |  |  |  |  |

|  |  |  |  |  |  |  |  |  |  |  |  |

|  |  |  |  |  |  |  | Lx |

| existentes |
| planeadas  |

Algum tempo depois, a câmara de Peniche pediu autorização para construir um ramal a partir de Dagorda, para ultrapassar as graves dificuldades de comunicação que se faziam sentir; no entanto, a autarquia não dispunha de bases financeiras para executar este projecto, nem legais, uma vez que o ponto de origem se situava no concelho de Óbidos. Já quando se esteve a planear a linha, em 1907, um parecer da Associação dos Engenheiros Civis sobre este projecto considerou a passagem pelas Caldas da Rainha em vez de Óbidos, uma vez que assim a linha serviria aquela importante localidade, embora tivesse de atravessar uma região mais pobre e menos povoada até Peniche. Assim, considerou-se que parte do traçado da nova linha deveria ser comum à Linha do Oeste, com o ponto de entroncamento do ramal para Peniche em Óbidos. Caso a estação de Óbidos não se revelasse conveniente para esta função, então devia ser passado para o então Apeadeiro de Dagorda, que seria promovido a estação. Esta nova directriz foi estabelecida pelo Decreto n.º 12524, de 22 de Outubro de 1926, que também autorizou o próprio governo a estudar e a construir o novo troço, denominado de Ramal de Peniche, que ficaria sobre a gestão da Companhia dos Caminhos de Ferro Portugueses. A Gazeta dos Caminhos de Ferro de 16 de Outubro desse ano noticiou que iria ser elaborado o estudo definitivo para o ramal entre Dagorda e Peniche.

A ligação de Peniche à rede ferroviária não chegou a ser concretizada; o apeadeiro da Linha do Oeste, distante vinte quilómetros desta cidade. manteve, portanto, a designação Dagorda-Peniche.

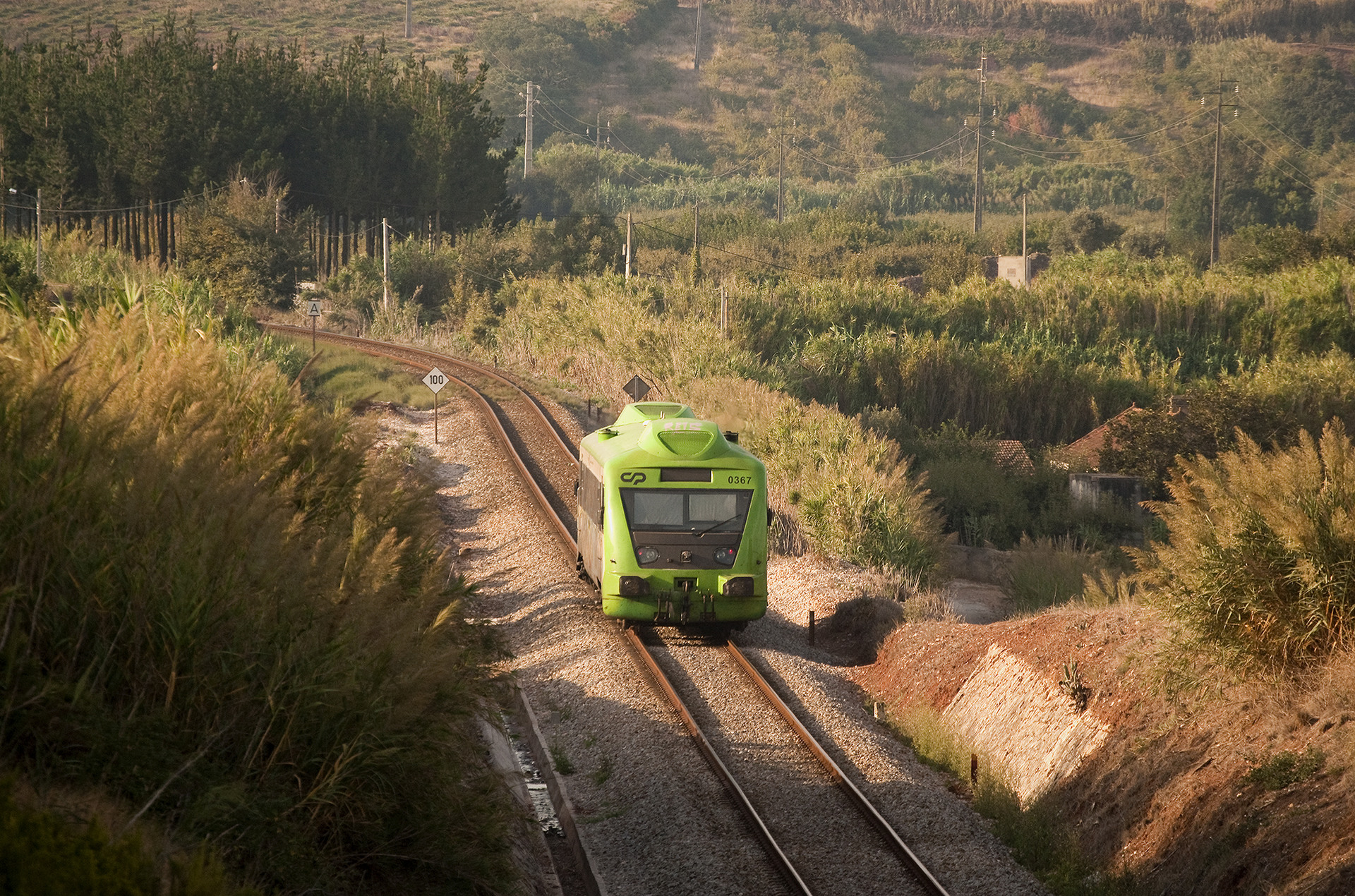
Automotora 0367 circulando da Dagorda para São Mamede em 2012, fazendo o serviço regional 6402 (Caldas da Rainha a Mira Sintra - Meleças.)

### Século XXI

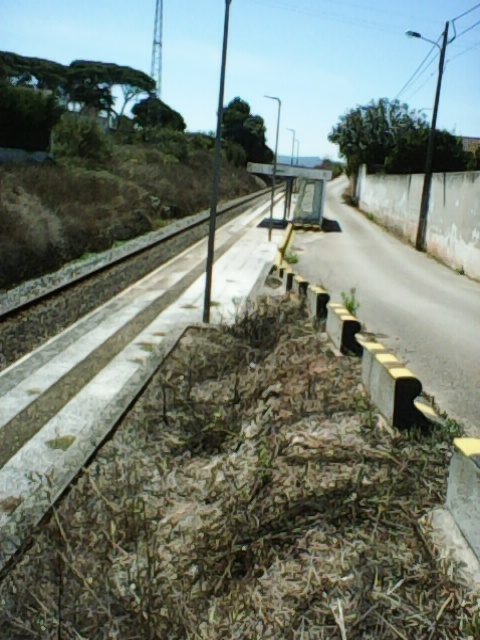
Abrigo da plataforma visto do arrumento de acesso, em 2020.

#### Modernização da Linha do Oeste

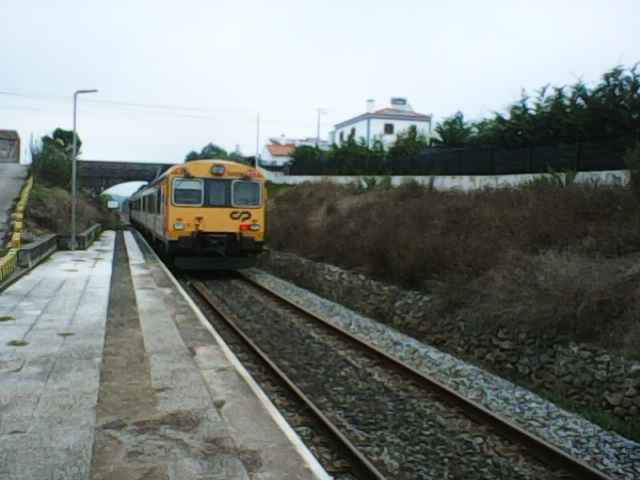
Automotora “camelo” em serviço regional, partindo da Dagorda rumo a Óbidos em 2020.

Nos finais da década de 2010 foi finalmente aprovada a modernização e eletrificação da Linha do Oeste; no âmbito do projeto de 2018 para o troço a sul das Caldas da Rainha, o Apeadeiro da Dagorda irá ser alvo de remodelação a nível da plataforma e respetivo equipamento. Neste contexto tem sido especulada a necessidade de demolir a ponte de alvenaria em pedra contígua à plataforma (ao PK 97+125) e substituí-la por outra com maior vão vertical para albergar a catenária.